# Sofia Berntson
Sofía Rebecca Hildegard Berntson (nacida en 1979 en Estocolmo, Suecia), conocida profesionalmente como Sofía Berntson o simplemente Sofía (griego: Σοφια) es una cantante sueca, que a menudo canta en griego. Ella ha publicado tres CD individuales desde 2007 y ha participado en el Melodifestivalen en dos ocasiones, en 2007 y, más recientemente, en 2009.

## Infancia
Sofía nació en Estocolmo, Suecia en 1979. Hasta los dieciséis años, visitó Grecia cada verano y recorrió el país. Sofía dijo que se enamoró del país y su música y la cultura griega. Poco después se haría amiga del músico griego Alexandros Papakonstantinou.

## Carrera musical

### 2007–2008 "Hypnotized" y "Pote"
En 2007, Sofía participó en el Melodifestivalen. Sofia actuó en el puesto número 7 en la primera semifinal y no consiguió su pase a la final. Sofia describió su actuación como poseedora de mucho sabor griego y, en general, su actuación fue considerada como profesional. Sofía dijo en una entrevista después del evento que estaba muy satisfecha con su rendimiento y que ella nunca pensó que sería capaz de ir a la final.
Tras el Melodifestivalen, Sofía lanzó su primer sencillo, "Hypnotized", con la canción con la que había participado en el Melodifestivalen. En el sencillo también se incluían un remix y la versión en griego de su canción. El sencillo estuvo dos semanas en las listas suecas y una en las finlandesas.
Tras esto, Sofia viajó a Grecia donde estuvo durante once meses. En este tiempo, Sofia participó en vasios festivales como el de Salónica con la canción "Anikse Tin Porta", compuesta por Dimitris Strassos. En 2008, Sofía lanzó su primer álbum al mercado griego, "Pote" ("Nunca"). En el disco estaba incluida la canción "Toso Apla", a dúo con el grupo griego de rap Goin' Through.

### 2009–presente: "Alla"
En 2009, Sofia volvió al Melodifestivalen con la canción "Alla", en griego, inspirada en el folklore griego con toques de rock.  Con Alla, Sofia pasó a la final gracias al jurado internacional ganando a la cantante Amy Diamond. Tras conocer su pase a la final, Sofia dijo en una entrevista que probablemente el jurado internacional habría elegido una canción internacional en un idioma internacional y una artista internacional.

## Discografía

### Singles
- 2007: "Hypnotized"
- 2008: "Pote"
- 2009: "Alla"